# Casimir Christoph von Brackel
El barón Casimir Cristoph von Brackel (1686-San Petersburgo, 6 de enero de 1742) fue un diplomático ruso del siglo XVIII, consejero privado y canciller del Ducado de Curlandia y Semigalia.

## Biografía
Nació en 1686 en la familia formada por Friedrich von Brackel y su segunda esposa, Gertrud von Korff, por lo que pertenecía a la familia noble báltica germana Brackel. A los 16 años, en 1702 aparece estudiando aún en Königsberg y en 1703 estaba matriculado en la Universidad de Halle, como estudiante de Derecho. En 1714 y entre 1717 y 1718, Brackel fue representante de Schrunden. En 1716 era funcionario superior en Semigalia y en 1717 presidente del Landbote local, compaginándolo con el cargo de alto representante en Mitau entre 1718 y 1727. Como presidente del Landbote viajó a Varsovia entre 1724 y 1726 viajó a Varsovia para influenciar en la elección de Mauricio de Sajonia como duque de Curlandia. En 1727 fue nombrado portavoz de la nobleza local de Curlandia, y ese mismo año sería designado canciller y consejero privado del ducado, posición que conservaría hasta 1729 cuando sería nombrado landhofmeister del ducado hasta 1731.
El 1 de febrero de 1731 entró al servicio del Imperio ruso, siendo enviado como embajador plenipotenciario en Dinamarca. Partió de Moscú el 9 de marzo de ese año, acompañado del secretario diplomático Christoph von Mirbach, y llegó a Copenhague el 10 de julio, consiguiendo arreglar las desavenencias entre la corte rusa y danesa surgidas durante la estancia de su predecesor, Alekséi Bestúzhev-Riumin. En mayo de 1732 consiguió la firma del tratado entre ambos países y el Sacro Imperio, y el reconocimiento del título imperial para el soberano ruso por parte del monarca danés. Al año siguiente, 1733, el pacto entre Rusia y Dinamarca fue ampliado a una alianza defensiva. A finales de ese año, Brackel se trasladó a Kiel para persuadir al duque de Holstein de que rebajara sus pretensiones sobre Schleswig ante la corte danesa, propósito en el que fracasó. Tampoco obtuvo del gobierno danés unaparticipación activa en los asuntos polacos ni su apoyo contra Estanislao Leszczynski y el reino de Francia. 
El 28 de noviembre de 1734 fue designado embajador en Berlín ante el reino de Prusia, siento sustituido en Dinamarca por Bestúzhev-Riumin. El 26 de enero de 1735 partió de Copenhague a su nuevo destino. En Berlín, favoreció los tratos amistosos entre la corte rusa y prusiana, arreglando incluso las desavenencias por las propiedades entre Biron, las sobrinas del duque Fernando, el margrave de Brandemburgo y sus dos hermanas.
En 1739 fue enviado a la corte de Viena con la misión de calmar a la corte habsburguesa, enervada porque Rusia no envió a Transilvania un cuerpo auxiliar a la querra contra los otomanos. En premio por su servicio, recibió del emperador un retrato adornado con piedras preciosas. Durante la Guerra de Silesia, la posición de Brackel era particularmente embarazosa, puesto que Rusia tenía pactos defensivos con ambas partes beligerantes. No consiguió buenos resultados en esta ocasión, generando el descontento de la corte rusa. Este hecho, sumado a su delicada salud, motivó que se le retirara del puesto de embajador y del servicio el 22 de diciembre de 1741, muriendo pocos días después. 
Von Brackel recibió las órdenes de San Alejandro Nevski y San Andrés. Era señor (gutsherr) de Kuckschen y Klein Dsirren en la parroquia de Kandau, así como de Apricken y Seemuppen en la de Sackenhausen. A partir de 1720, también poseía Daudzeva (hasta 1727 y Zalve en la de parroquia de Nereta, así como Berghof en la de Friedrichstadt. 
Casimir von Brackel contrajo matrimonio en 1711 con Eva Elisabeth von Plettenberg, de quien se divorciaría en 1720. Su hijo, Friedrich von Brackel (1715-1779), trabajaría como su asistente y más tarde entraría al servicio de Francia, adquiriendo el señorío de Chamblon, en la actual Suiza. Su bisnieto Heinrich Rudolph von Brackel (1790-1848) fue el último representante de la familia en Curlandia.